# Tora no o wo fumu otokotachi
Tora no o wo fumu otokotachi (虎の尾を踏む男達, Tora no o wo fumu otokotachi) (br: Os Homens que Pisaram na Cauda do Tigre) é um filme japonês de 1945, escrito e dirigido por Akira Kurosawa. É baseado na peça kabuki Kanjinchō que, por sua vez, é baseada na peça Noh Ataka.
O filme é estrelado por Hanshiro Iwai, Susumu Fujita, Kenichi Enomoto e Denjiro Okochi. É um filme em preto e branco e possui 58 ou 60 minutos de duração, dependendo da versão exibida.
O filme foi inicialmente banido pelas forças de ocupação representadas na figura do general Douglas MacArthur sob a alcunha de SCAP (Supreme Commander of the Allied Powers – "Supremo Comandante das Forças Aliadas", em uma tradução não-estrita), por retratar valores feudais. Posteriormente foi lançado no Japão, em 24 de abril de 1952, em decorrência da assinatura do Tratado de São Francisco, em 1952.

## Sinopse

### Introdução
A história se passa no ano de 1185, quando o clã Heike foi derrotado no mar ocidental. O vitorioso Yoshitsune, líder do exército Genji, era esperado em Kyoto com festa, mas seu irmão, o Xogum Yorimoto, à conselho de Kagetoki Kajiwara — um temeroso e autoritário servo do governo — resolve matá-lo. Yoshitsune sai em fuga de seu irmão e leva consigo um grupo de seis leais guerreiros, todos disfarçados de monges. Eles vão à procura de Hidehira Fujiwara, além das fronteiras do império do xogum Yorimoto, onde podem buscar ajuda para se reestruturar.

### A travessia
A travessia se dá por uma floresta fechada e, além dos seis seguidores, Yoshitsune leva consigo um aldeão como carregador, interpretado com maestria caricatural por Kenichi Enomoto. Esse, entretanto, desconhece a verdadeira identidade dos supostos monges e de Yoshitsune. Embora o papel de Enomoto não existisse na peça original, é interpretado de tal forma carismática e exagerada que cativa o personagem do modo que deveria ser instrínseco aos protagonistas, Benkei e Yoshitsune. O carregador, sempre muito falante e medroso, começa a tecer considerações sobre o caso do xogum e a perseguição a seu irmão. Quando seus comentários tangem a Benkei — a quem diz ter mais de 2 metros de altura, ser capaz de mover uma vara de aço de uma tonelada, aniquilar exércitos de centenas sem ajuda e arrancar a cabeça de um homem como se arranca um daikon — os supostos sacerdotes começam a rir dos devaneios do aldeão. Só então, ao declarar que os oficiais da barreira sabem do disfarce de Yoshitsune e seus seguidores, e explicar que trata-se de um disfarce sacerdotal de um grupo de sete pessoas, o aldeão se dá conta de que o grupo para o qual trabalhava, na verdade, era o grupo de Yoshitsune. O grupo, então, faz considerações sobre o disfarce que estão usando, alegando que ele poderá ser percebido. Ponderam se não seria melhor utilizar-se de força para passar pela barreira, mas Benkei utiliza-se de cautela e enfoca que o grupo deve passar a fronteira. O carregador implora por sua vida, dizendo que não dirá uma palavra aos homens da fiscalização, e então foge.

### A reconciliação
O grupo de fiéis continuam seguindo mata adentro, e são abordados pelo carregador em diversas oportunidades. Na primeira ocasião, diz que esteve acompanhando o grupo porque não poderia apenas ficar olhando e em seguida questiona o modo como Yoshitsune, disfarçado de carregador, executa o transporte de sua carga, dizendo que é um modo extremamente passível de suspeitas. O grupo se zanga com essas declarações e novamente o carregador escapa. Na segunda vez, o carregador diz que estava preocupado com o grupo e que não podia deixá-los ir sabendo quem são — sem implicâncias de ameaças, por meras prestações de respeito à Lorde Yoshitsune. Oferece-lhes então a sua ajuda, que é negada pelos seis devido à condição de plebeu do carregador. Já na terceira tentativa, os sacerdotes se zangam com a insistência do carregador, mas este afirma que averiguou algo na barreira, onde um mensageiro declarou que o grupo de Yoshitsune deve ter tomado aquele mesmo caminho pelo qual eles estavam andando, e a fiscalização fronteiriça espera pela comitiva.
Novamente os sacerdotes se reúnem para tomar uma decisão, e outra vez sugerem o uso de violência e força física. Benkei, mentor dos outros cinco, novamente declara que não, pois "aquela não era a última barreira", e então elabora um plano no qual eles diriam que estão viajando para solicitar contribuições para a construção de um templo em Nara. A contribuição do aldeão em número seria um fator de dissuasão da ideia de que aqueles eram os seguidores de Yoshitsune, já que o grupo passaria a contar não mais com sete, mas com oito pessoas e, dessa forma, o aldeão reconcilia-se com os demais e passa novamente a integrar a comitiva.

### A barreira
Quando finalmente chegam à barreira, encontram-se com Saemon Togashi, o magistrado da província de Kaga e responsável pela defesa daquele posto. Benkei adianta-se e diz que estão viajando para solicitar contribuições para o Templo de Tōdai-ji, conforme planejado, e para isso devem cobrir o distrito do norte. Começa-se um diálogo em que há a tentativa de persuasão liderada por Benkei para conseguir passar pela fronteira. O assessor de Togashi, entretanto, recusa-se a acreditar que eles sejam mesmo monges, e ordena aos soldados que os prendam. Os monges aceitam o mandato e começam então sua última oração. Ao final da prece, Togashi declara que apenas um monge de verdade seria capaz de tal resignação mas que, se o grupo sacerdotal estivesse mesmo falando a verdade, deveriam possuir o prospecto de contribuição para a campanha.
Surpreendido pelo pedido, Benkei pede ao carregador que traga a carga e então tira de dento dela um pergaminho em branco e, em um momento da mais plena inspiração, começa a dissimular a leitura de um documento que não existe. Em certo momento, o assessor de Togashi suspeita do fato de o documento estar em branco. Percebendo isso, um dos homens do grupo ameaça desembainhar sua espada, mas é impedido por outro. Logo a leitura do documento se conclui e, embora fique implícito que Togashi tenha chegado à conclusão de que os supostos monges eram mesmo o grupo de Yoshitsune — o assessor murmura algo no ouvido de Togashi, e tão logo ele se aproxima de Benkei para verificar o documento, Benkei o repele prontamente com um aumento de voz, o eu sugere desconfiança — o magistrado declara a autenticidade da leitura.
Logo em seguida, começa a fazer uma série de questionamentos sobre a vestimenta, o equipamento, a vida sacerdotal e o significado de alguns termos difíceis do budismo. Benkei, que teve treinamento sacerdotal montanhês, responde à todas as perguntas de maneira correta. Togashi convence-se da missão sacerdotal dos seis homens, a despeito de toda a desconfiança de seu assessor, e diz ainda que, para reparar o erro cometido, contribuirá com a campanha dos monges. Benekei diz à Togashi que guarde a oferenda até que eles estejam de volta, pois perderam muito tempo. Já se retirando do posto de fiscalização da fronteira, os viajantes são novamente surpreendidos pelo assessor de Togashi, que impede a passagem deles, alegando que um dos carregadores se parece muito com Yoshitsune. Benkei então agride o carregador — o próprio Yoshitsune —, por ser motivo de desconfiança.
O carregador representado por Enomoto então implora para que Benkei pare com aquilo. Como a desconfiança do assessor do magistrado parece não se esvair, Benkei acusa-o de estar de olho em seus pertences pessoais, ser um ladrão. A situação fica tensa e os monges acabam indo para cima dos guardas, mas a intervenção de Togashi evita qualquer tipo de conflito. Este declara que nenhum vassalo agrediria seu amo e, desta forma, se o carregador fosse mesmo Yoshitsune, Benkei não o teria agredido. Permite, novamente, que o grupo passe, ainda que sobre a oposição de seu assessor.

### A confraternização
Após passarem pela barreira, todos os monges estão incrédulos de que Benkei teria realmente agredido seu amo Yoshitsune. O carregador interpretado por Enomoto entende que tudo não deveria passar de um plano de Benkei para se livrar dos guardas, o que fica suspenso consensualmente entre o grupo, até o momento em que todos notam que Benkei está prostrado diante de seu mestre lamentando o pecado imperdoável que cometera, e desgraçando-se humilhantemente. Yoshitsune, entretanto, demonstra-se agradecido, manifestando que foi uma intercessão divina que o protegeu em sua missão. Benkei mostra-se então resignado. Logo em seguida uma comitiva de Togashi chega aos viajantes trazendo presentes do magistrado. Inicialmente é oferecida uma bebida ao sacerdote, que à toma com desconfiança. Após averiguar a procedência da bebida e concluir que é desprovida de qualquer eventual intenção maligna por parte das autoridades de Togashi, os sacerdotes se deleitam em um banquete onde se embriagam junto ao carregador. Este, por ordem de Benkei, é convocado a dançar para entreter os demais, executando movimentos hilários e desengonçados. Em seguida, Benkei se oferece para dançar em comemoração ao desafio vencido pelo grupo, em uma dança muito mais compromissada e séria. A película termina com  o carregador acordando sozinho, com uma das roupas e artefatos dos monges.